# Burkiny

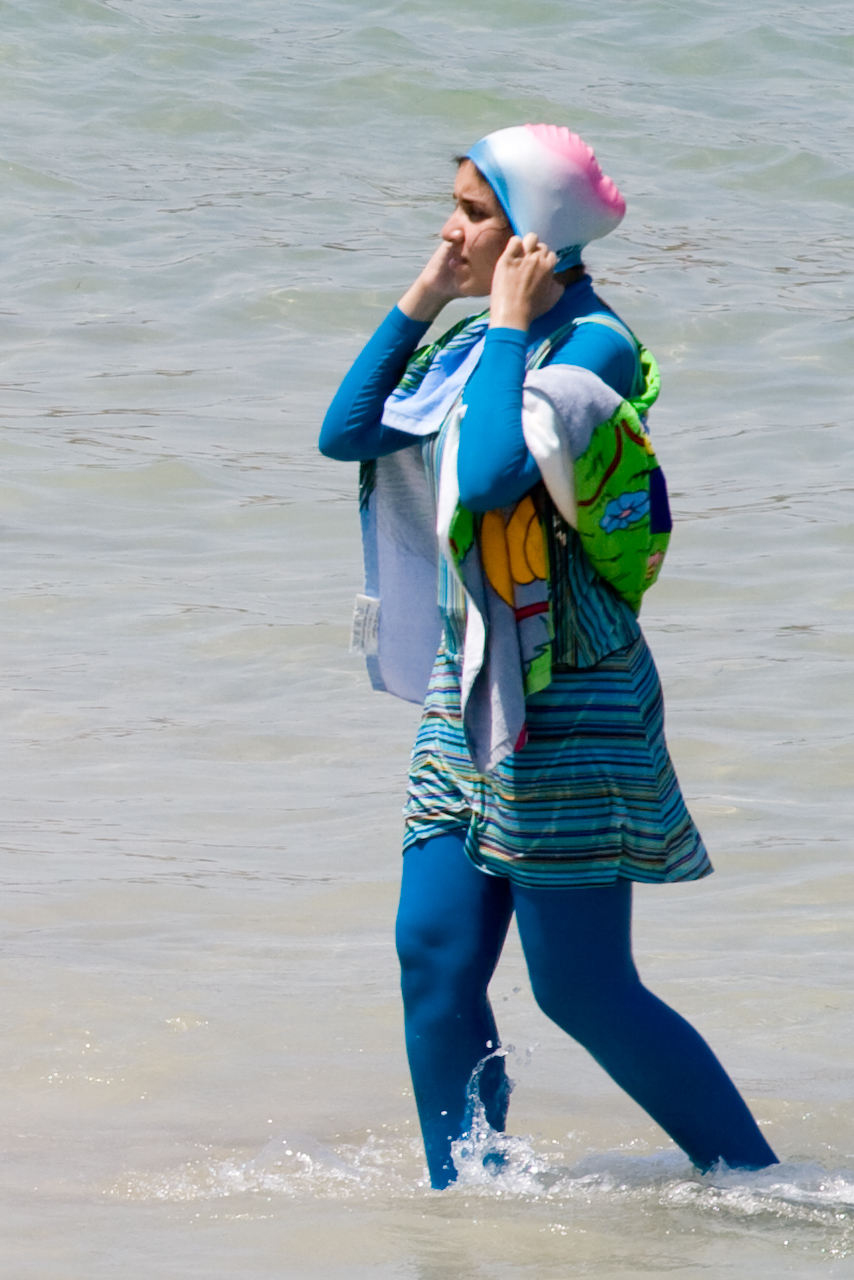
Žena v burkinách v Egyptě v roce 2009

Burkiny (též burkini, podle arabštiny i burqini) jsou celotělové ženské plavky, které zakrývají vše kromě konce končetin a obličeje. Plní požadavky na hidžáb a rozšířily se v islámském prostředí jako oblečení do vody, které ženu příliš neodhaluje a je tedy z náboženského hlediska přijatelné. Slovo samo vzniklo zkřížením slova „burka“ označujícího arabský tradiční zahalující oděv a slova „bikiny“ označujícího druh plavek, ovšem naopak spíše minimalistických.
Burkiny jsou obvykle ze syntetických elastických vláken, aby příliš nebránily plavání.
Burkiny jsou zdrojem určitých kontroverzí. Některé bazény je zakazují z hygienických důvodů, jednak je proti nim odpor i jako proti náboženskému symbolu. Například v srpnu 2016 zakázalo na svých plážích burkiny francouzské město Cannes coby „ostentativní“ náboženský symbol odkazující k teroristickým hnutím.